# Anahawan
Anahawan ist eine philippinische Stadtgemeinde in der Provinz Southern Leyte. Sie hat 8211 Einwohner (Zensus 1. August 2015).

## Baranggays
Anahawan ist politisch in 14 Baranggays unterteilt.
- Amagusan
- Calintaan
- Canlabian
- Capacuhan
- Kagingkingan
- Lewing
- Lo-ok
- Mahalo
- Mainit
- Manigawong
- Poblacion
- San Vicente
- Tagup-on
- Cogon